# (10102) Digerhuvud
(10102) Digerhuvud es un asteroide que forma parte del cinturón de asteroides y fue descubierto el 29 de febrero de 1992 por el equipo del Uppsala-ESO Survey of Asteroids and Comets desde el Observatorio de La Silla, Chile.

## Designación y nombre
Digerhuvud recibió al principio la designación de 1992 DA6.
Más tarde, en 2001, se nombró por la reserva natural sueca de Digerhuvud.

## Características orbitales
Digerhuvud está situado a una distancia media de 2,422 ua del Sol, pudiendo acercarse hasta 2,1 ua y alejarse hasta 2,743 ua. Tiene una excentricidad de 0,1328 y una inclinación orbital de 1,824 grados. Emplea 1377 días en completar una órbita alrededor del Sol. El movimiento de Digerhuvud sobre el fondo estelar es de 0,2615 grados por día.

## Características físicas
La magnitud absoluta de Digerhuvud es 14,7.